# Nagydisznódi erődtemplom
A nagydisznódi erődtemplom műemlékké nyilvánított épület Romániában, Szeben megyében. A romániai műemlékek jegyzékében az SB-II-a-A-12355 sorszámon szerepel.